# Lucie Décosse
Lucie Décosse, född 6 augusti 1981 i Chaumont, är en fransk judoutövare som tävlar i 70-kilosklassen. I världsmästerskapen i judo har hon vunnit tre guldmedaljer år 2005, 2010 och 2011 samt en silvermedalj år 2007. Hon har även vunnit en guldmedalj år 2009 och en bronsmedalj år 2011 i europamästerskapen i judo. Décosse har deltagit i olympiska sommarspelen tre gånger. I Aten 2004 London slutade hon på sjunde plats. Hon vann silver i Peking 2008 och guld i London 2012.